# Michele Marsh
Michele Noelle Marsh oder Michèle Marsh (* 20. Dezember 1946 in Mülhausen, eigentlich Michèle Noelle Buhler) ist eine US-amerikanische Schauspielerin.

## Leben
Marsh ist die Tochter des Schweizer Komponisten Philippe Henri Buhler und der Französin Colette Jeanne Buhler, geborene Darolle. Als sie vier Jahre alt war, immigrierten ihre Eltern mit ihr in die Vereinigten Staaten. Sie lebten dort zuerst, für etwa ein Jahr, in Washington, D.C., danach in Idyllwild, Kalifornien, wo Marsh die Idyllwild School of Music and the Arts besuchte. 1959 zog die Familie dann in das Gebiet der Monterey Halbinsel. Nach dem Erhalt ihres Bachelor of Fine Arts trat Marsh dem American Conservatory Theater in San Francisco bei.
Während ihrer Zeit dort, erlangte sie ihre erste Filmrolle als Hodel in der 1971 veröffentlichten Verfilmung von Anatevka. Danach zog sie nach Los Angeles und es folgten etliche Auftritte in Fernsehserien, wie etwa in Mannix (1972), Love, American Style (1972/1973), Rauchende Colts (1974/1975), Baretta (1976–1977), Unsere kleine Farm (1982), Quincy (1981/1983), Sledge Hammer! (1986/1987), Raumschiff Enterprise: Das nächste Jahrhundert (1988), Falcon Crest (1989), Diagnose: Mord (1999), Titus (2000), Desperate Housewives (2008) und Dr. House (2011).
Weitere Filme, in denen sie spielte, sind unter anderem Evil Town (1977), Uncas, der letzte Mohikaner (1977), Deadly Alliance (1982) und My Name Is Khan (2010).
Verheiratet war sie von 1965 bis 1970 mit Van Cade Marsh Jr. und von 1972 bis 1981 mit dem Schauspieler Joel Rudnick. Ihre dritte Ehe führt sie seit 2005 mit dem ehemaligen Prozessanwalt Peter Szabadi.

## Filmografie (Auswahl)
- 1971: Anatevka
- 1972: Mannix (Fernsehserie, eine Folge)
- 1972–1973: Love, American Style (Fernsehserie, 2 Folgen)
- 1974: Der Magier (The Magician, Fernsehserie, eine Folge)
- 1974: Lincoln (Fernsehserie, eine Folge)
- 1974–1975: Rauchende Colts (Gunsmoke, Fernsehserie, 2 Folgen)
- 1976: Abenteuer der Landstraße (Movin' On, Fernsehserie, eine Folge)
- 1976–1977: Baretta (Fernsehserie, 3 Folgen)
- 1977: Evil Town
- 1977: Uncas, der letzte Mohikaner (Last of the Mohicans, Fernsehfilm)
- 1978: The Immigrants (Fernsehfilm)
- 1981: Buck Rogers (Buck Rogers in the 25th Century, Fernsehserie, eine Folge)
- 1981: The Adventures of Huckleberry Finn (Fernsehfilm)
- 1981–1983: Quincy (Quincy M.E., Fernsehserie, 2 Folgen)
- 1982: Deadly Alliance
- 1982: Unsere kleine Farm (Little House on the Prairie, Fernsehserie, eine Folge)
- 1986: Alfred Hitchcock zeigt (Alfred Hitchcock Presents, Fernsehserie, eine Folge)
- 1986: Archie und Harry – Sie können’s nicht lassen (Tough Guys)
- 1986–1987: Sledge Hammer! (Fernsehserie, 2 Folgen)
- 1988: Raumschiff Enterprise: Das nächste Jahrhundert (Star Trek: The Next Generation, Fernsehserie, eine Folge)
- 1988: Renegade – Gnadenlose Jagd (Hunter, Fernsehserie, eine Folge)
- 1988: Flug ohne Rückkehr (Shootdown, Fernsehfilm)
- 1989: Falcon Crest (Fernsehserie, 3 Folgen)
- 1989: Ein Engel auf Erden (Highway to Heaven, Fernsehserie, eine Folge)
- 1996: Lautlos und tödlich (Raven Hawk, Fernsehfilm)
- 1997: Verhängnisvolle Erbschaft (The Beneficiary, Fernsehfilm)
- 1999: Im Dunkel der Erinnerung (A Memory in My Heart, Fernsehfilm)
- 1999: The West Wing – Im Zentrum der Macht (The West Wing, Fernsehserie, eine Folge)
- 1999: Diagnose: Mord (Diagnosis Murder, Fernsehserie, eine Folge)
- 2000: Titus (Fernsehserie, eine Folge)
- 2007: The Dead One
- 2008: Desperate Housewives (Fernsehserie, eine Folge)
- 2009: Medium – Nichts bleibt verborgen (Medium, Fernsehserie, eine Folge)
- 2010: My Name Is Khan
- 2011: Dr. House (House, Fernsehserie, eine Folge)
- 2012: Awake (Fernsehserie, eine Folge)